# Portugals U/20-fodboldlandshold
Portugals U/20-fodboldlandshold er Portugals landshold for fodboldspillere, som er under 20 år, og administreres af Federação Portuguesa de Futeboll (FPF).
| Fodbold | Spire Denne artikel om fodbold er en spire som bør udbygges. Du er velkommen til at hjælpe Wikipedia ved at udvide den. |